# جمهوری شوروی سوسیالیستی قرقیزستان
جمهوری سوسیالیستی قرقیزستان شوروی یا قرقیزستان شوروی، یکی از ۱۵ جمهوری تشکیل‌دهندهٔ اتحاد جماهیر شوروی بود.
این جمهوری در ۱۴ اکتبر ۱۹۲۴ با نام استان خودگردان کارا-قرقیزستان از جمهوری فدراتیو روسیه شوروی تشکیل شد. در ۱ فوریه ۱۹۲۶، این استان خودگردان به جمهوری خودگردان قرقیزستان شوروی ارتقا یافت ولی هنوز بخشی از جمهوری فدراتیو روسیه بود. در ۵ دسامبر ۱۹۳۶، این جمهوری، به یک جمهوری مستقل اتحاد جماهیر شوروی تبدیل شد.
در آستانهٔ فروپاشی شوروی، این کشور در ۳۱ اوت ۱۹۹۱ اعلام استقلال کرد.